# Herb powiatu chodzieskiego

Herb powiatu chodzieskiego w latach 2002-2019

Herb powiatu chodzieskiego – jeden z symboli powiatu chodzieskiego, którego obecna wersja, autorstwa Jerzego Bąka i Aleksandra Bąka, została ustanowiona 27 lutego 2019.

## Wygląd i symbolika
Herb przedstawia na tarczy w polu czerwonym uszczerbionego srebrnego orła wielkopolskiego ze złotym dziobem i takowąż przepaską, pod którym trzy złote wieże blankowane, stojące na pięciu złotych cegłach muru miejskiego (nawiązanie do herbu Chodzieży oraz pięciu gmin powiatu).